# Catéchumène

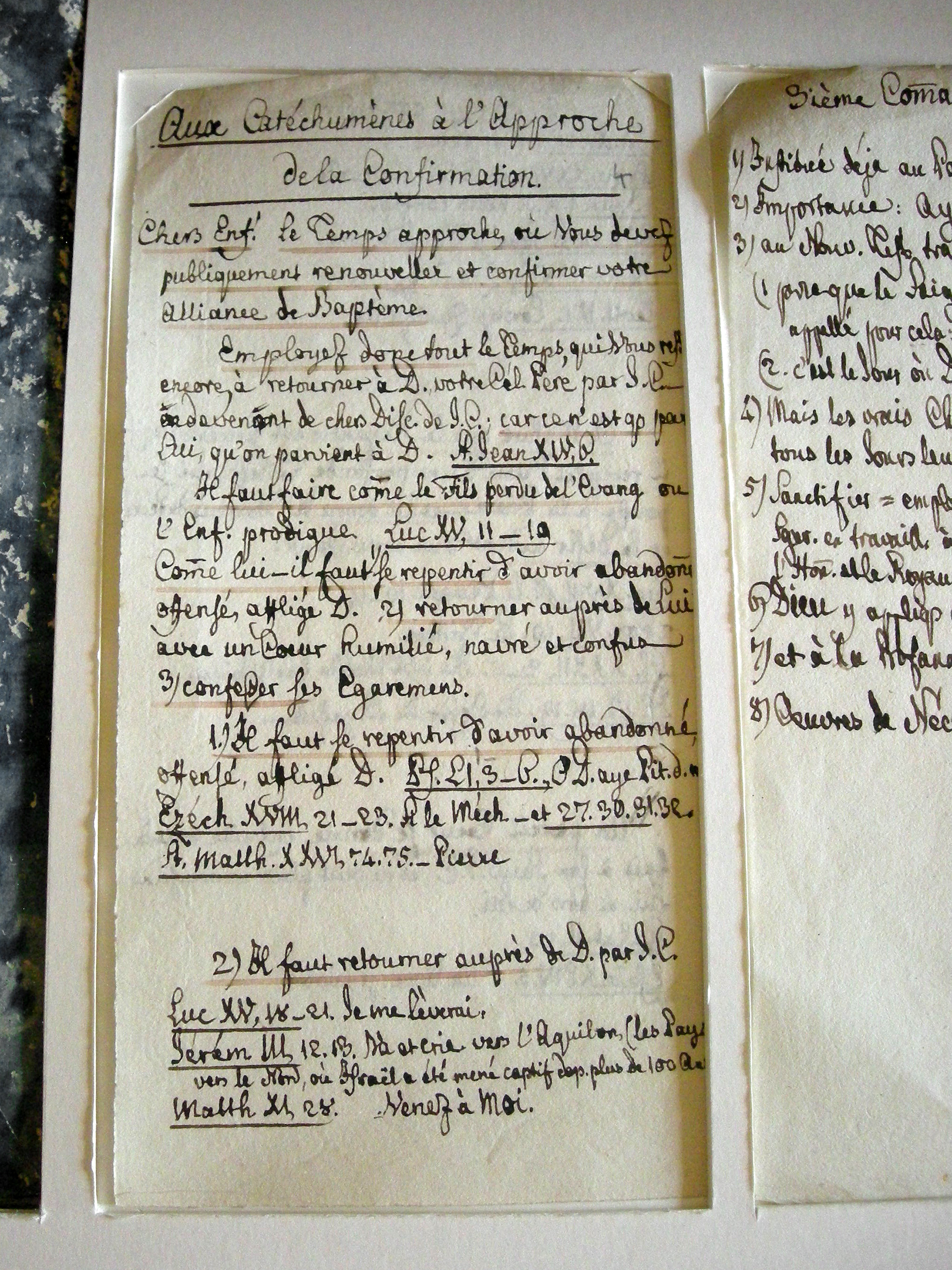
Aux catéchumènes à l'approche de la confirmation du pasteur Oberlin en Alsace au XVIIIe siècle, musée Jean-Frédéric Oberlin).

Un catéchumène (en latin catechumenus, dérivé du grec ancien κατηχοὐμενος / katêkhoúmenos, de κατηχέω (κατ-ηχέω) / katêkhéô, « faire retentir aux oreilles », d'où « instruire de vive voix ») est dans la tradition chrétienne une personne qui n'est pas encore baptisée, mais qui s'instruit pour le devenir. Cette période de formation se nomme le catéchuménat.

## Définition

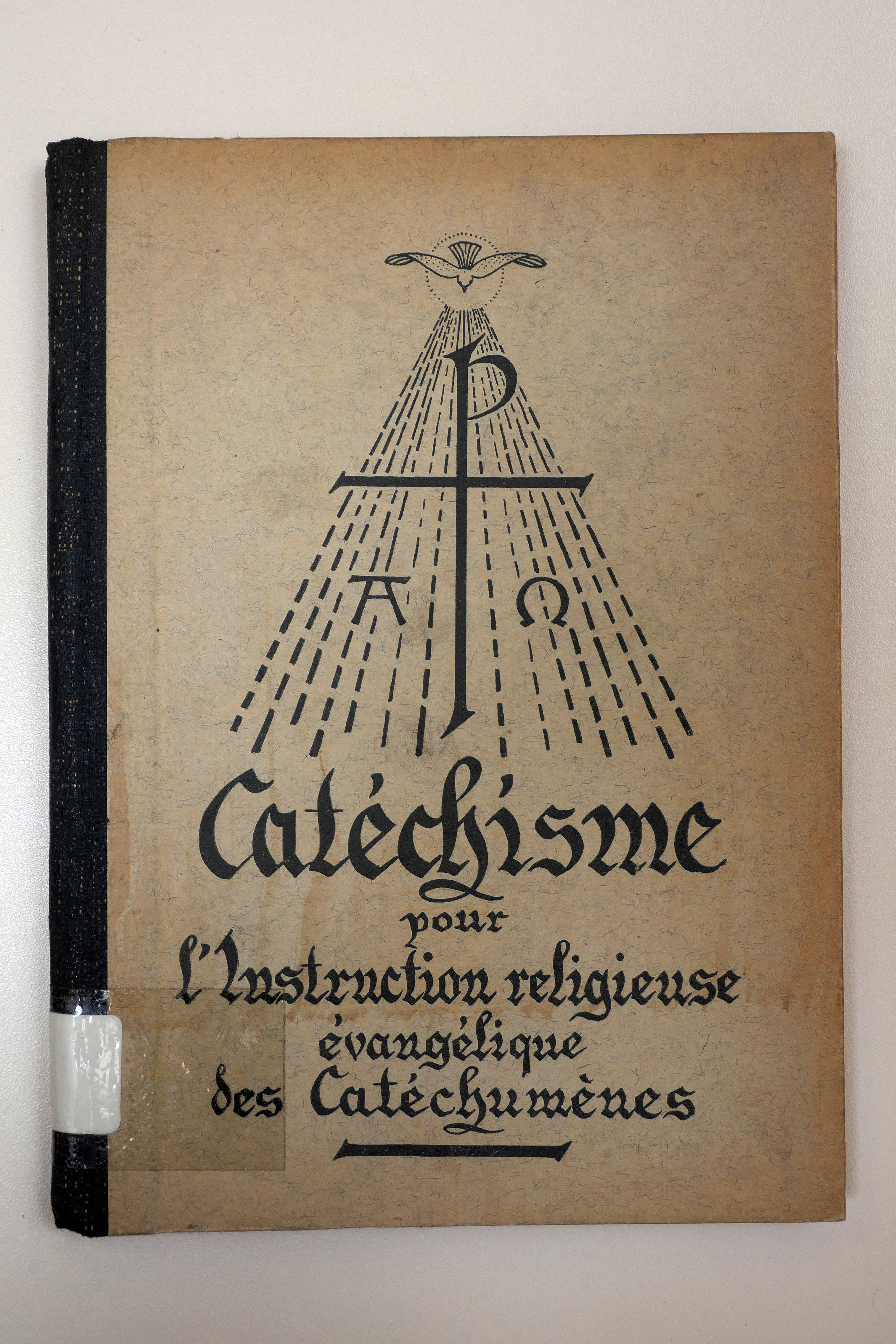
Catéchisme pour l'Instruction religieuse évangélique des Catéchumènes, Imprimerie Savernoise, 1939

Dans le catholicisme, un catéchumène est un  postulant au  baptême qui suit un enseignement religieux pendant environ deux ans. Cette période se termine généralement au cours de la veillée pascale. Le catéchumène reçoit alors les trois sacrements de l’initiation chrétienne : baptême, confirmation et eucharistie,. 
Lors de cette cérémonie d’entrée dans l'Église, le catéchumène devient un membre à part entière de la communauté chrétienne, tout en n'ayant pas encore reçu les sacrements ni accompli certaines tâches qui sont réservées aux baptisés.
Il existe une spécialisation sémantique propre aux régions protestantes, en Alsace en particulier.